# Rio Grande do Norte
Rio Grande do Norte és un estat del Brasil situat a la Regió Nord-est del país. Limita al nord i a l'est amb l'oceà Atlàntic, al sud amb Paraíba i a l'oest amb Ceará.
Ocupa una superfície de 53.306,8 km². Les ciutats més poblades són: Natal (la capital estatal), Mossoró, Parnamirim i Ceará-Mirim. Més del 80% del territori presenta una altitud menor als 300 m. És conegut per les seves platges, la seva bellesa natural i per la seva ubicació geogràfica (l'estat més proper d'Europa), i té l'IDH més alt a la regió nord-est.

## Història
Amb la distribució de les capitanies hereditàries, Rio Grande és donada pel rei Joan III de Portugal a João de Barros el 1535. La colonització fracasa i els francesos, que trafiquen amb el pau-brasil, passen a dominar la zona fins a 1598, quan els portuguesos, encapçalats per Manuel de Mascarenhas Homem i Jerónimo de Albuquerque, iniciaren la construcció dels Fort dels Reis Mags, per garantir la possessió de la terra.
El domini portuguès durà fins al 1633, quan el fort caigué en poder dels neerlandesos. Rio Grande do Norte va passar a formar part de Nova Holanda, fins que els neerlandesos van ser expulsats el 1654. El 1701, després d'haver estat dirigida pel govern de Bahia, Rio Grande do Norte va passar al control de Pernambuco.
El 1817, la capitania es va adherir a la Revolució de Pernambuco, instal·lant a la ciutat de Natal un govern provisional. Amb el fracàs de la rebel·lió, es va adherir a l'Imperi i es va convertir en província el 1822. El 1889, amb la República, es transforma en Estat.

## Geografia
Els principals rius de l'estat són els següents: Mossoró, Apodi, Assua, Piranhas, Potengi, Trairi, Jundiaí, Jacuí i Seridó Curimataú.
El clima és tropical a la costa i semiàrides a l'interior (l'interior). Almenys durant 9 mesos de l'any en aquesta àrea no es registren pluges i la temperatura pot arribar a 33 °C a la ciutat de Nova Currais. A vegades, la sequera pot durar diversos mesos.
Per la seva ubicació geogràfica i les condicions climatològiques, l'estat és peça important de l'Agència Espacial Brasilera, que hi va construir el primer del seus dos centres de llançament a la rodalia de la ciutat de Natal el 1965, el Centre de Llançament de Barreira do Inferno, que ha realitzat la major part de la posada en marxa dels mil coets, principalment de recerca meteorològica.

## Economia
L'economia de l'estat està en forta expansió. En l'extracció mineral, la producció és principalment de petroli (segon major productor del país i major productor en terra) i sal marina (major productor del país). En el sector agropecuari, es destaca la creació de gamba, la fruticultura irrigada (pinya, banana, meló i coco, entre altres) i la tradicional ramaderia. En la indústria, són rellevants el parc tèxtil i les instal·lacions de refinament de petroli i gas natural, de Petrobras.

### Turisme

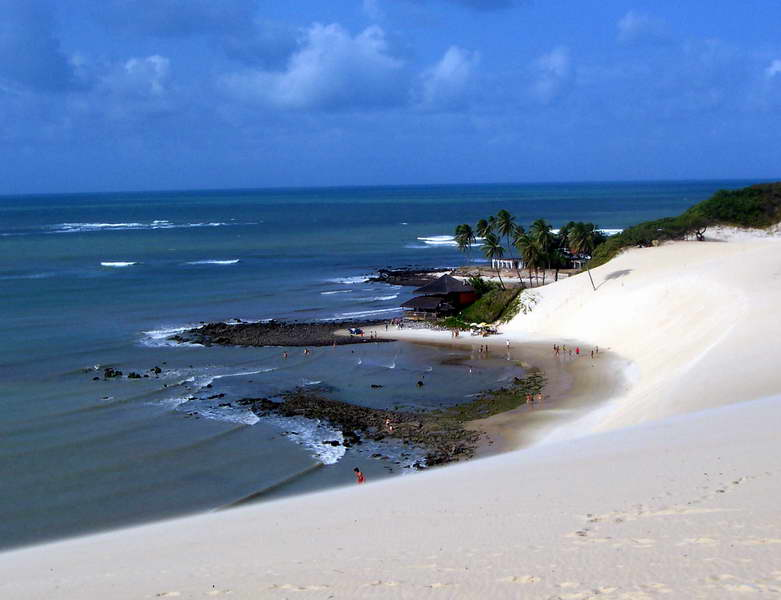
Platja de Genipabú.

El turisme és més destacat en el litoral de l'estat, en les ciutats de Natal, Extremoz (on està el districte de Genipabu), São Miguel do Gostoso i Touros o la Praia de Pipa.

## Política
Rio Grande do Norte és un estat de la federació, governat per tres poders, el poder executiu, el legislatiu i el judicial. Al llarg de la seva història, l'estat ha tingut dotze constitucions. L'actual constitució estatal va ser promulgada el 3 d'octubre de 1989, i després alterada per posteriors esmenes constitucionals. Els símbols oficials de l'estat són la bandera, l'escut i l'himne.
La seu del govern de Rio Grande do Norte és el Palau de Despatxos de Lagoa Nova. Es troba al Centre Administratiu de l'Estat, junt amb algunes secretaries estatals i altres òrgans de les administracions directa i indirecta. El governador de l'estat representa el poder executiu i és assistit pels seus secretaris, nomenats lliurement per ell. En el Palau José Augusto hi ha l'Assemblea Legislativa de Rio Grande do Norte, la seu del poder legislatiu de l'estat des de 1983, monocameral i formada per 24 diputats estatals. En el Congrés Nacional, la representació de Rio Grande do Norte és de tres senadors i de vuit diputat federals.
El poder judicial, per la seva banda, té com a màxima instància el Tribunal de Justícia de Rio Grande do Norte (TJRN), compost per quinze desembargadors. Les representacions d'aquest poder s'estenen pel territori estatal a través d'unitats anomenades comarques, dividides en tres nivells: inicial, intermèdia i final. Segons el Tribunal Superior Electoral (TSE), a Rio Grande do Norte hi havia 2.439.327 de persones censades a finals de 2020 (1,671% del total de Brasil), distribuïts en 69 zones electoreals.

## Subdivisions
Administrativament, Rio Grande do Norte està dividit en 167 municipis, sent la tretzena unitat deferativa amb major nombre de municipis. El més recent és Jundiá, creat per la llei estatal 6985, del 9 de gener de 1997, que es va independitzar de Várzea, i es va instaurar l'1 de gener de 2001.
Els municipis, a la vegada, són agrupats en onze regions geogràfiques immediates, incloses en tres regions geogràfiques intermèdies, segons la nova divisió de l'IBGE vigent des del 2017. Les regions intermèdies són: Natal (formada per les regions immediates de Canguaretama, João Câmara, Natal, Santa Cruz, Santo Antônio-Passa e Fica-Nova Cruz i São Paulo do Potengi), Caicó (regions immediates de Caicó i Currais Novos) i Mossoró (Assu, Mossoró i Pau dos Ferros).
Fins aleshores, en l'anterior divisió, els municipis s'agrupaven en quatre mesoregions (Agreste, Central, Leste Potiguar i Oeste) i dinou microregions (Angicos, Agreste Potiguar, Baixa Verde, Borborema Potiguar, Chapada do Apodi, Litoral Nordeste, Litoral Sul, Macaíba, Macau, Médio Oeste, Mossoró, Natal, Pau dos Ferros, Seridó Ocidental, Seridó Oriental, Serra de São Miguel, Serra de Santana, Umarizal i Vale do Açu).